# Castello delle Saline

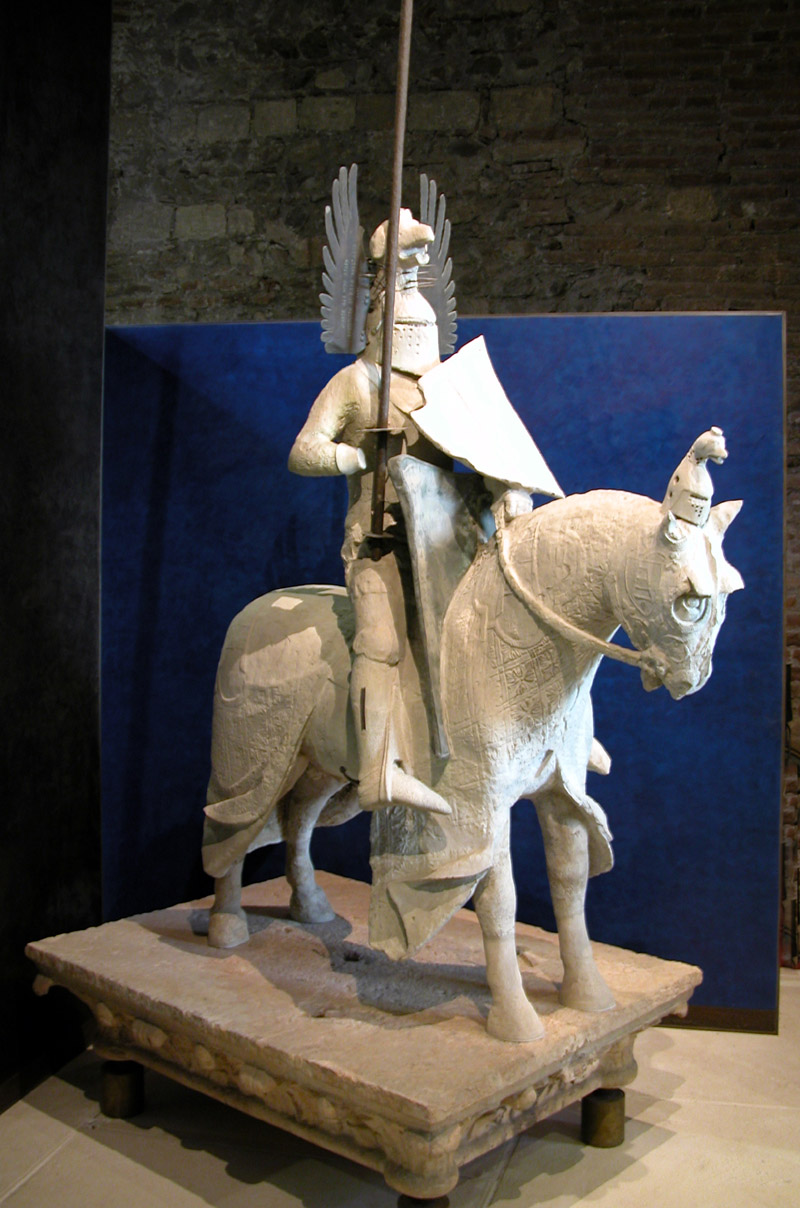
Statua equestre di Mastino II della Scala (un tempo sulla sommità della sua arca, ora ricoverata in una delle torri di Castelvecchio)

Il castello delle Saline era una castello di Chioggia, in provincia di Venezia la cui costruzione non venne mai completata.

## Storia
La costruzione venne iniziata nel maggio 1336 da Alberto e Mastino II della Scala, cosignori di Verona, forse per proteggere la produzione di sale che gli Scaligeri avevano avviato nella zona. Ma l'iniziativa suscitò le ire della Repubblica di Venezia che abbatté il castello il 22 novembre 1336.